# Oh Say Can You Scream
Oh Say Can You Scream är en konsertfilm med Skid Row, utgiven på VHS den 4 december 1990.
Filmen som är totalt cirka 100 minuter lång består av 12 låtar inspelade från konserter över hela världen, samt alla fyra musikvideor från albumet Skid Row. Eftersom den väckte uppmärksamhet hos många fans lyckades den sälja uppemot 2 miljoner exemplar världen runt. Oh Say Can You Scream släpptes genom A*Vision Entertainment och regisserades av Jean Pellerin.

## Låtlista
Alla låtar är skrivna av Skid Row där inget annat anges.

### Live
1. Big Guns
2. Makin' a Mess
3. Rattlesnake Shake
4. Piece of Me
5. Sweet Little Sister
6. I Remember You
7. Cold Gin (Kiss-cover)
8. Here I Am
9. Holidays in the Sun (Sex Pistols-cover)
10. Train Kept A-Rollin' (Tiny Bradshaw, Howard Kay, Lois Mann)
11. Blitzkrieg Bop (Ramones-cover)
12. Youth Gone Wild

### Musikvideor
1. Youth Gone Wild
2. Piece of Me [Ocensurerad version]
3. 18 and Life [Ocensurerad version]
4. I Remember You

## Banduppsättning
- Sebastian Bach - sång
- Dave "The Snake" Sabo - gitarr
- Scotti Hill - gitarr
- Rachel Bolan - bas
- Rob Affuso - trummor